# Cittadella degli Archivi
La Cittadella degli Archivi di Milano è un polo archivistico meccanizzato che ospita documenti del Comune di Milano. Sito in via Gregorovius 15, zona Niguarda, custodisce oltre 2,5 milioni di pratiche e fascicoli di interesse storico, sociologico, culturale e amministrativo prodotti da enti pubblici e privati, nonché decine di migliaia di pratiche prodotte dagli uffici comunali ogni anno.
Con una capienza di circa 100 km lineari, la Cittadella degli Archivi è uno degli archivi più grandi d'Italia.

## Storia
La creazione della Cittadella degli Archivi ha risposto alla necessità di centralizzare e organizzare il vasto patrimonio documentale sparso nelle numerose sedi del Comune di Milano, migliorando così l'efficienza e la tutela archivistica. La Cittadella è stata attivata nel 2013 e aperta al pubblico nel marzo del 2016.
Prima della realizzazione di Cittadella, il patrimonio archivistico comunale destinato alla conservazione permanente era suddiviso tra due sedi principali: l'Archivio Storico Civico, ospitato nel Castello Sforzesco insieme alla Biblioteca Trivulziana, e l'Archivio Civico, situato in via Grazia Deledda, in un edificio progettato negli anni Cinquanta dall'architetto Arrigo Arrighetti. Questi archivi raccoglievano la documentazione storica e gli archivi di deposito, destinati a un riordino più definitivo.
Nel 2007, sotto la giunta Moratti, nacque l’esigenza di creare un nuovo archivio centrale per raccogliere tutto il materiale disperso nelle oltre 900 sedi comunali della città. Questo progetto si concretizzò nella Cittadella degli Archivi, situata in un complesso di edifici progettati negli anni Sessanta da Arrighetti, in via Gregorovius nel quartiere Niguarda, che era originariamente destinato a magazzini comunali. La struttura fu realizzata tra il 2010 e il 2011, e la Cittadella divenne operativa nel 2013, divenendo progressivamente il centro della gestione documentaria dell’amministrazione comunale.
Dal 2014, sotto la giunta Pisapia, si avviarono i trasferimenti di archivi da tutte le sedi comunali cittadine, inclusi quelli dell’Archivio Civico, dell’edilizia privata e dell’urbanistica, oltre agli archivi della gestione ERP (Edilizia Residenziale Pubblica).

### Università
La Cittadella collabora attivamente sia con il Dipartimento di Studi Storici "Federico Chabod" dell'Università degli Studi di Milano, sia con il Dipartimento di Architettura Ingegneria delle Costruzioni e Ambiente Costruito del Politecnico di Milano. In aggiunta, dal 2020, l'archivio è cofondatore e partner del Master in Digital Humanities Unimi.
La collaborazione, che ha visto la realizzazione di oltre settanta tirocini universitari, è volta allo sviluppo di conoscenze archivistiche da trasmettere agli studenti attraverso visite guidate, ricerche archivistiche, lezioni di archivistica tenute da personale comunale, oltre alla valorizzazione del patrimonio architettonico e urbanistico cittadino custodito presso la Cittadella degli Archivi, e la realizzazione di progetti scientifici, mostre, pubblicazioni e documentari. Negli ultimi anni sono stati attivati una serie di tirocini per la digitalizzazione e la valorizzazione del patrimonio archivistico e storico milanese custodito a Cittadella.

## Descrizione

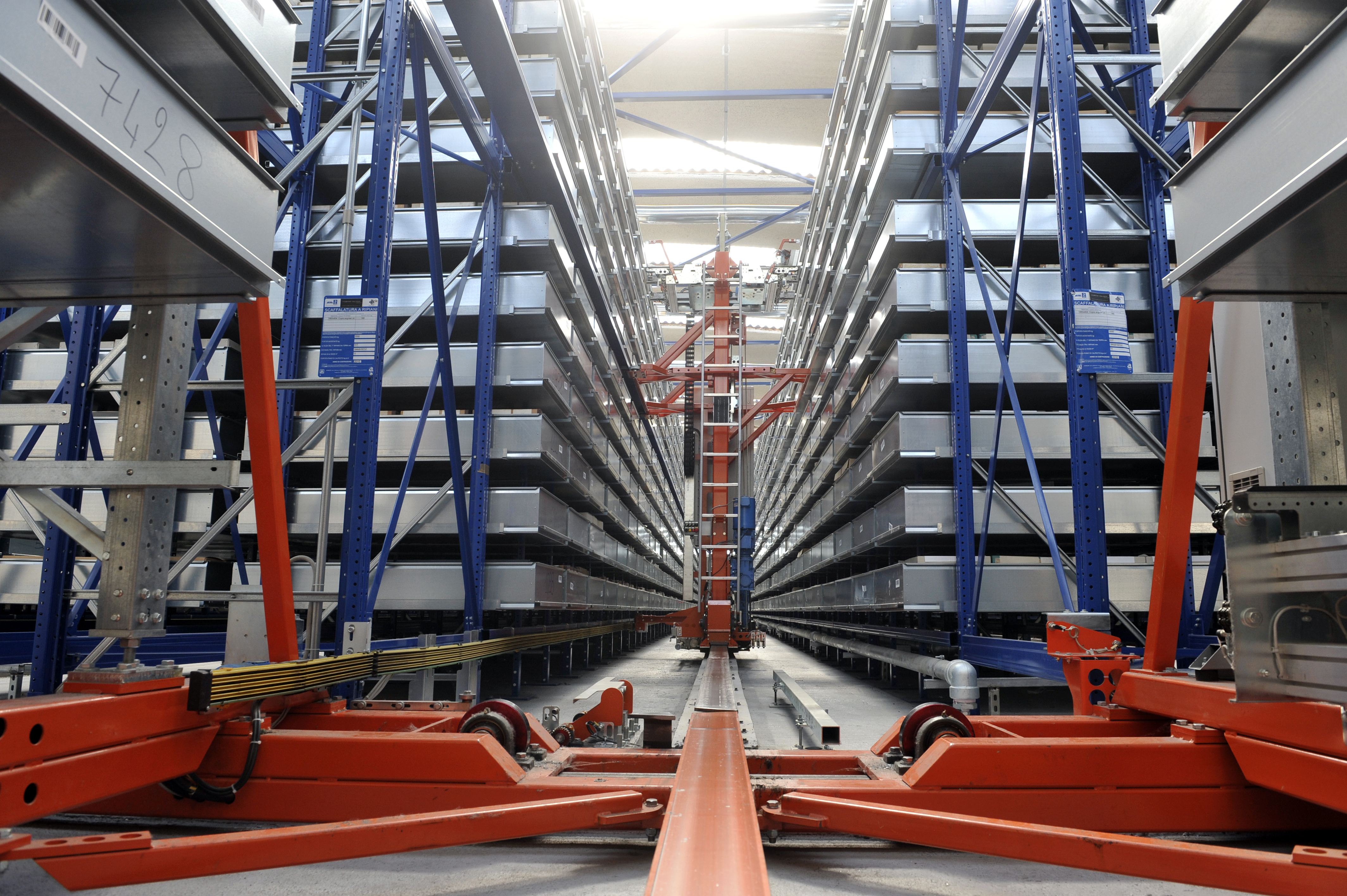
Eustorgio, l'archivista robot

Ospitato all'interno di una serie di stabili e magazzini siti in zona Niguarda, nella periferia Nord di Milano, il complesso rettangolare è situato tra via Gregorovius, viale Suzzani, via Monte Rotondo e via Racconigi, è composto da due edifici principali, una struttura minore e una di tre piani, nella quale risiede fisicamente il deposito.
La Cittadella si estende su una superficie di grandi dimensioni, includendo edifici storici e moderni, e può ospitare circa 50 km lineari di fondi archivistici meccanizzati, oltre a circa 50 km lineari di archivi tradizionali. È uno dei più grandi archivi meccanizzati d’Europa e custodisce attualmente circa 500.000 buste (faldoni), che comprendono documenti storici e amministrativi prodotti dal Comune di Milano. La datazione delle buste custodite parte dal 1802, anno da cui ha inizio il cosiddetto ‘Fondo Storico’.
Un'alta tecnologia supporta la gestione e la fruizione del materiale archivistico: il robot Eustorgio è incaricato di gestire in modo automatizzato le otto corsie di scaffali in acciaio dove sono conservate le buste (faldoni). Eustorgio consente la rapida estrazione e restituzione dei documenti agli utenti, i quali possono accedere al materiale in due moderne sale di consultazione, oltre ad una sala scansione in grado di digitalizzare migliaia di documenti al giorno, ufficialmente riconosciuta dalla Sovrintendenza Archivistica della Lombardia.
La Cittadella degli Archivi accoglie ogni mese oltre 500 utenti tra studenti, ricercatori e professionisti, e il patrimonio archivistico continua ad espandersi con l'arrivo di nuove unità di conservazione provenienti dalle sedi comunali. Il complesso è anche un centro di valorizzazione culturale, offrendo uno spazio dedicato all'arte contemporanea per il pubblico e favorendo la rigenerazione urbana nel quartiere periferico di Milano.

## Fondi archivistici
La Cittadella degli Archivi custodisce una vasta collezione di fondi documentali, tra cui una porzione del Fondo Storico del Comune di Milano, che comprende circa 1100 buste organizzate in diverse categorie, come gli Affari politici, il Culto, il Censo, l’Igiene e Sanità, la Beneficenza pubblica, le Finanze, il Commercio, gli Spettacoli e la Polizia. Sono conservate anche tutte le deliberazioni di Giunta e Consiglio comunale datate oltre i dieci anni, nonché l’archivio dell’urbanistica e quello degli appalti per lavori pubblici, insieme ai bilanci comunali.
Un altro fondo di rilievo è l’archivio delle mostre d’arte fino agli anni Novanta del Novecento, oltre agli archivi dei sindaci fino agli anni Ottanta e ai registri scolastici fino agli anni Trenta (oltre 9.000 registri). Sono presenti, inoltre, archivi funzionali alle attività dell’amministrazione pubblica, come quelli relativi ai servizi funebri, al patrimonio residenziale pubblico, agli atti notificati da tribunali o enti di riscossione, nonché alla governance delle società partecipate e ai grandi eventi, tra cui Expo 2015. Tra le categorie documentali conservate si trovano anche sezioni dello Stato Civile e dell’Anagrafe, i fascicoli del personale comunale, le pubbliche benemerenze, i manifesti municipali, la toponomastica cittadina e gli atti dei Comuni aggregati alla città di Milano nel 1927.
Nel 2011, il Comune di Milano ha adottato un Manuale di gestione documentale, contenente un massimario degli scarti e un titolario d’archivio, composto da tredici titoli che vanno dall’Amministrazione Generale agli Affari Militari, ciascuno articolato in fino a quindici classi documentali.

### Fondo Israeliti

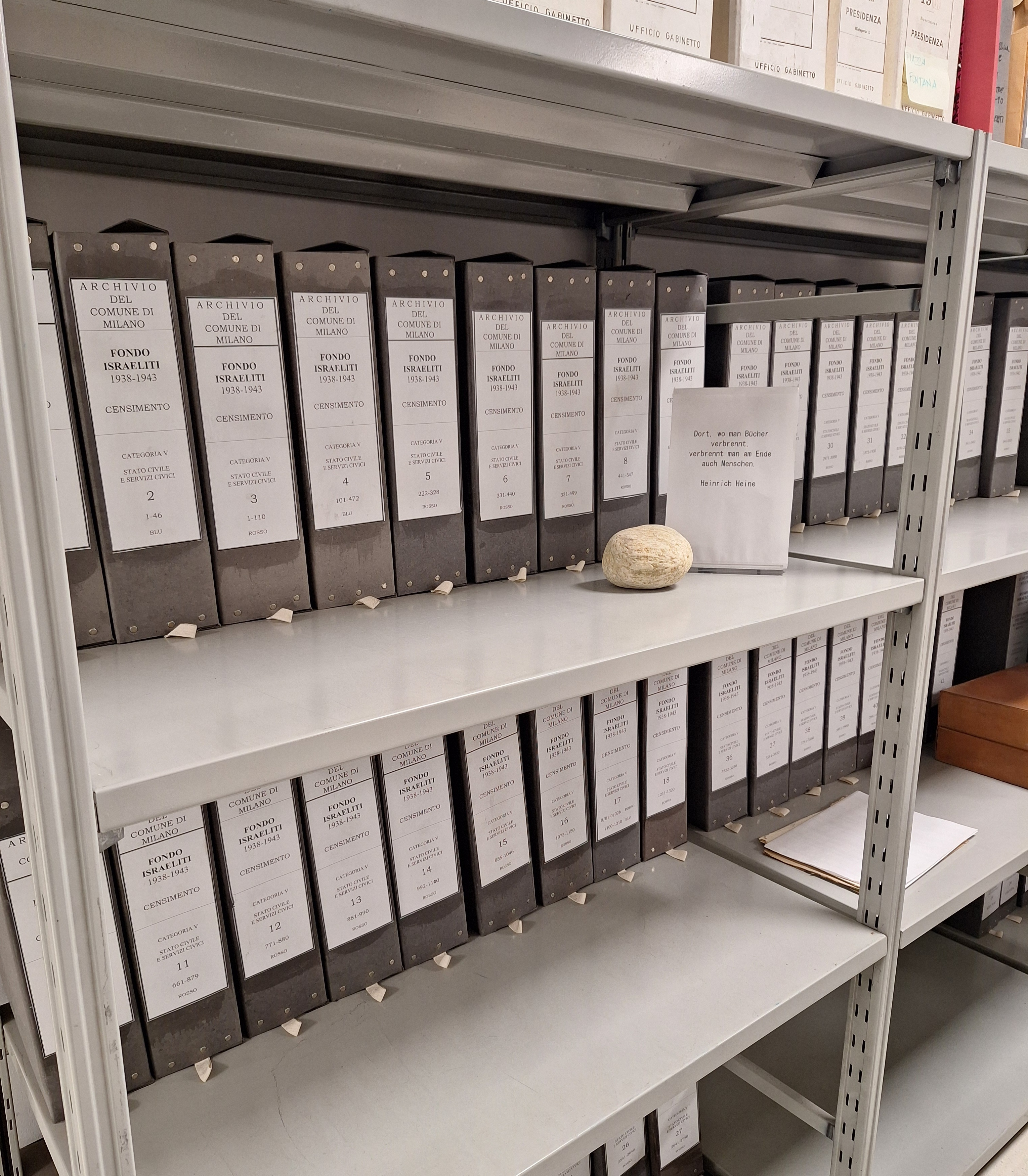
Il Fondo Israeliti

Tra i progetti realizzati nel biennio 2017-2018 si segnala il riordino del “Censimento Israeliti”, relativo alle leggi razziali del 1938. Il progetto ha avuto inizio nel 2007, quando la documentazione è stata rinvenuta presso l’Archivio del Settore Anagrafe del Comune di Milano. Dopo essere stata trasferita all’Archivio Civico di Via Deledda, nel 2014 è giunta sotto la tutela di Cittadella degli Archivi. Il lavoro è stato supervisionato da Stefano Twardzik, docente di Archivistica presso l’Università Statale di Milano, con il supporto del Centro di Documentazione Ebraica Contemporanea (CDEC).
Il fondo copre il periodo 1938-1943 ed è composto da 124 buste e 58 registri, suddivisi nelle seguenti serie: Censimento Israeliti (64 buste), Denunce Israeliti (42 buste), Registri delle denunce (58 registri), Discriminati (11 buste), Appartenenti/non appartenenti alla razza ebraica (6 buste), Pratiche in sospeso (1 busta).
Il lavoro di ricerca si è concentrato su cinque filoni interpretativi: il valore storico del fondo, contenente schede di censimento della razza del 22 agosto 1938, schede dei figli di matrimonio misto e registri delle autodichiarazioni in base al R.D.L. n. 1728 del 17 novembre 1938; l’analisi delle discrepanze tra il numero di ebrei censiti e quelli ufficialmente riconosciuti come tali secondo le norme del 1938; lo studio delle richieste di non appartenenza alla razza ebraica e delle documentazioni personali ad esse allegate; la ricostruzione dell’apparato burocratico utilizzato per il censimento e le sue fasi successive; l’analisi di una busta contenente un elenco degli ebrei della provincia di Milano a maggio 1942 e copie degli elenchi della comunità ebraica di Milano al 1938.
Tutto il contenuto del fondo è stato trasferito in formato digitale e integrato in una geomappa virtuale della Milano del 1938, consentendo l’individuazione dei censiti nelle loro abitazioni con tutti i relativi dati anagrafici.

## Progetti

### Digitalizzazione

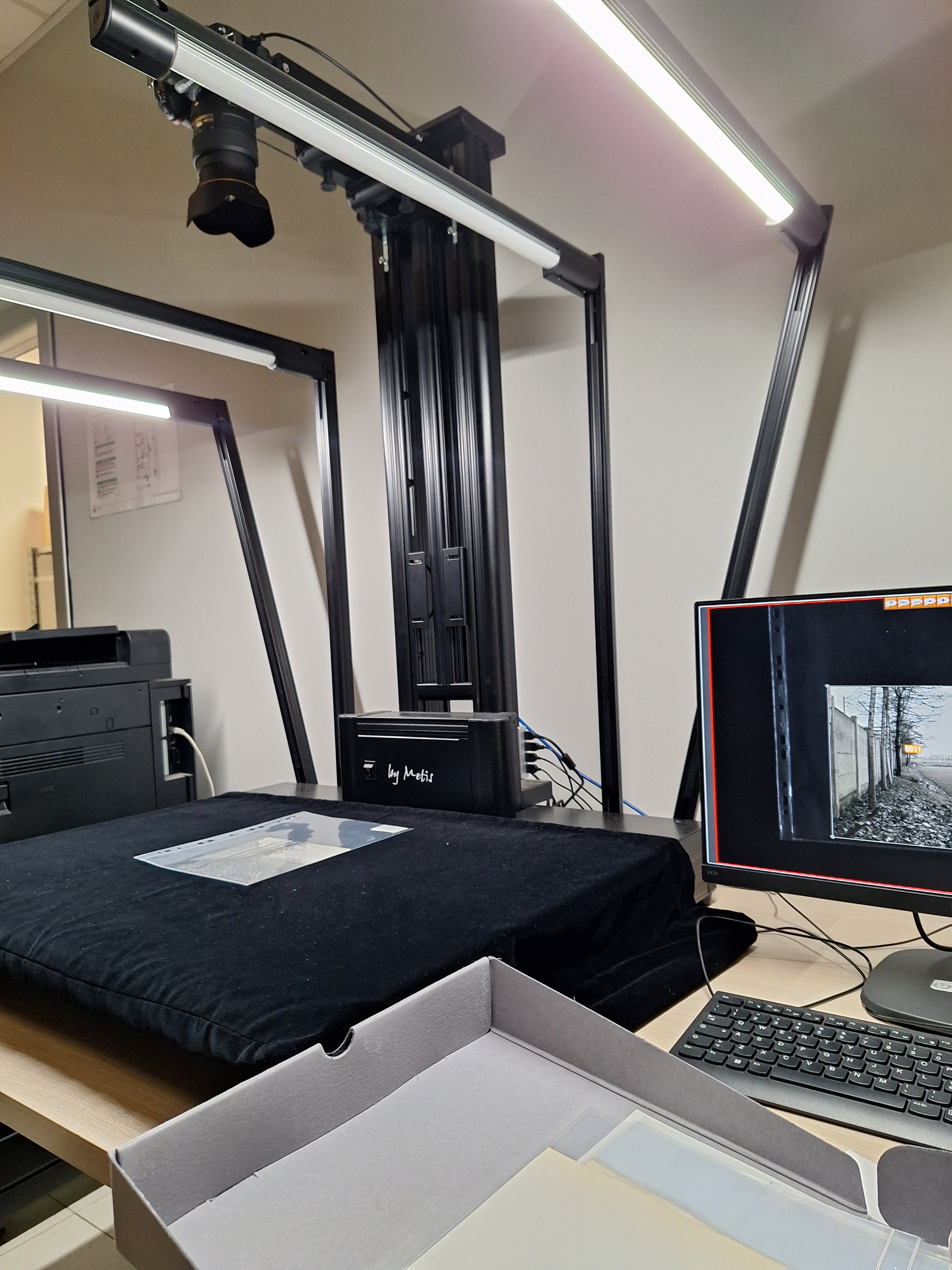
La scansione di un documento

La Cittadella degli archivi ha avviato un processo di dematerializzazione dei documenti attraverso l’utilizzo di tecnologie avanzate, garantendo una migliore conservazione rispetto ai supporti cartacei e un accesso più diretto alla consultazione. La digitalizzazione del materiale archivistico rappresenta l'obiettivo di rendere progressivamente consultabile in formato digitale il patrimonio documentale della storia stampata di Milano, preservando i documenti dal deterioramento fisico.
I documenti digitalizzati sono resi disponibili attraverso una procedura di consultazione definita, che ha ottenuto la certificazione di qualità ISO 9001. Un importante progetto di digitalizzazione è stato realizzato in collaborazione con l'Archivio di Stato, il Liceo artistico Brera e l’Assessorato alla trasformazione digitale.
In ambito edilizio, la Cittadella ha avviato una collaborazione con lo Sportello unico per l’edilizia per migliorare l'attività di visura delle pratiche edilizie. Ogni anno giungono oltre 10.000 pratiche, e circa 250.000 fascicoli edilizi sono attualmente custoditi presso la Cittadella. Grazie all'implementazione di un sistema di prenotazione online per la consultazione, i cittadini ora possono accedere direttamente alle pratiche nella sala consultazione.

### La Cittadella dell'Arte

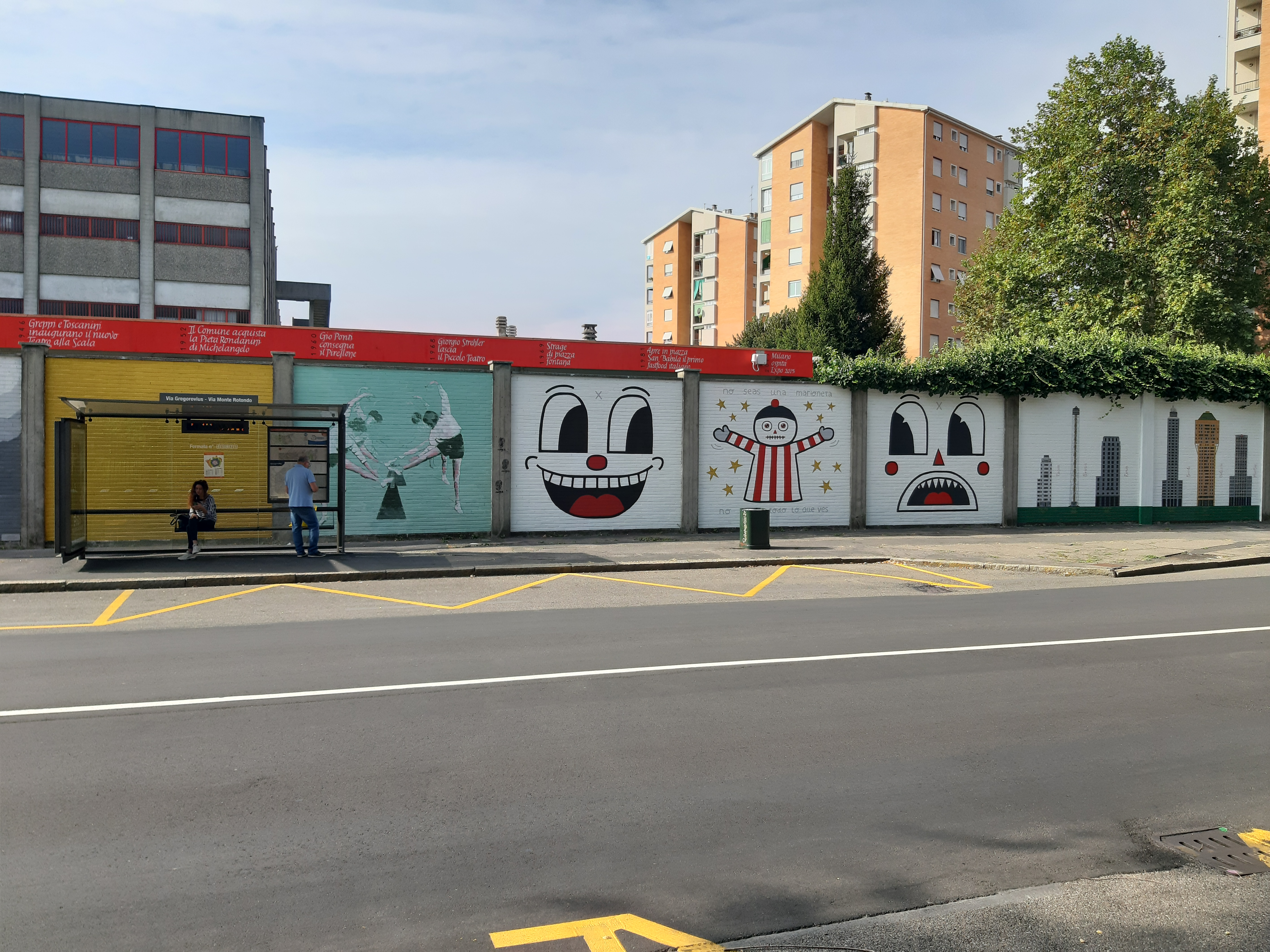
I murales di Cittadella

La Cittadella degli Archivi ha ideato il progetto “La Cittadella dell’Arte”, curato da Rossella Farinotti. L’idea nasce nel 2015 con lo scopo sia di riqualificare esteticamente i muri di cinta della Cittadella, sia come veicolo di divulgazione dei contenuti archivistici milanesi. Nel 2017 ha preso avvio il progetto, con nove artisti attivi a Milano: Irene Balia, Thomas Berra, Linda Carrara, Anna Caruso, Bruno Marrapodi, Isabella Nazzarri, Michael Rotondi, Giulio Zanet e Ivan Tresoldi.
Il primo intervento, realizzato sul lungo muro di cinta di via Gregorovius, è stato presentato il 6 luglio 2017 dal sindaco Giuseppe Sala. Gli artisti hanno tradotto in murales alcuni tesori della Cittadella, tra cui la donazione di Gian Galeazzo Visconti alla Veneranda Fabbrica del Duomo, il Gonfalone di Sant’Ambrogio, Giuseppe Verdi e la raffigurazione della sua stanza al Grand Hotel et de Milan, Anna Kuliscioff, la spedizione italiana sul Karakorum del 1929, la vendita dell'opera Forme Uniche della continuità nello spazio di Boccioni, i registri del censimento ebraico del 1938, i sindaci partigiani di Milano, l’acquisto della Pietà Rondanini e il boom economico milanese.
Il progetto ha proseguito con il secondo ciclo nel 2018, dove altri sette artisti hanno contribuito alla decorazione del muro, con opere ispirate al Fondo Mostre, selezionate con il supporto di Silvia Bignami, dell’Università Statale di Milano. I murales rappresentano Lucio Fontana, Renato Guttuso, Fausto Melotti, Giorgio Morandi, Enrico Baj e Giuseppe Pinelli.

"Donyale Luna, Milano 1974" di Luigi Cazzaniga.

Il terzo ciclo del 2019 ha visto il coinvolgimento di nuovi artisti, tra cui Roberto Amoroso con Il Piccolo Teatro di Milano, Elisa Bertaglia con Lea Vergine: l’altra metà delle avanguardie, Federico Cantale con Arturo Martini, Palazzo Reale, 1985, Claudio Corfone  con Le periferie di Milano, Massimo Dalla Pola con L’Istituto Marchiondi Spagliardi, Gabriele Grones con Expo Milano 2015: gli orti botanici, Annaklara Galli con Gianni Versace, Castello Sforzesco, 1992, Marta Mezynska con I grattacieli milanesi, Jimmy Milani con Mario Sironi, Palazzo Reale, 1985, Albert Pinya con La storica compagnia di Marionette dei Fratelli Colla a Milano, ed infine Milena Sgambato con Gli istituti femminili milanesi.
Come coronamento del progetto, grazie alla Fondazione AEM, la torre in cemento armato è stata trasformata in un’opera pubblica permanente con un neon arancione di otto metri, realizzato dal duo Vedovamazzei, che riproduce il nome “Boccioni” tratto da una lettera di Marinetti.
Nel complesso, gli artisti che hanno contribuito al progetto Cittadella dell'Arte sono: Alvin, Antonella Aprile, ATRII, Giuseppe Buzzotta, Davide Genna, Coquelicot Mafille, Leila Mirzhakani, Silvia Negrini, Silvia Paci, Aronne Pleuteri, Shanti Ranchetti, Valdrin Taqui, Luca Zarattini, Gabriele Colletto, Lorenzo Di Lucido, Alexander Vinogradov, Davide Allieri, Roberto Amoroso, Atrii Archivio Aperto (Alice Pedroletti e Martina Sacchi), Irene Balia, Thomas Berra, Elisa Bertaglia, Andrea Bianconi, Lorenza Boisi, alunni del Liceo artistico di Brera, Federico Cantale, Linda Carrara, Anna Caruso, Claudio Corfone, Stefano Cozzi, T-Yong Chung, Andrea Crespi, Massimo Dalla Pola, Luca Di Maggio, Piero Figura, Cosimo Filippini, Raul Gabriel, Annaklara Galli, Riccardo Gavazzi, Gabriele Grones, Agnese Guido, Omar Hassan, King Raptuz, Sebastiano Impellizzeri, Bruno Marrapodi, Matteo Messori, Marta Mezynska, Jimmy Milani, Giacomo Montanelli, Nafir, Isabella Nazzarri, Gianluca Patti, Giorgio Pagani, Piger, Albert Pinya, Ivan il Poeta, Maria Pogorzhelskaya, Gianluca Ragni, Rfz, Michael Rotondi, Adelisa Selimbasic, Milena Sgambato, Supergiovane, Vedovamazzei, Jonathan Vivacqua, Giulio Zanet, Nina Zilli, Stefano Comensoli, Nicolò Colciago, Olivia Bax, Michele Bubacco, Benedicte Peyrat, Davide Serpetti, Giuseppe Adamo, Nina Carini, Melissa Carnemolla, Andrea Cerruto, Andrea Ratti Ratzo, Gianni Di Rosa, Emanuele Giuffrida, Mariagrazia Pontorno, Maria Rapicavoli, Dimitris Angelopoulos, Taisia Korotkova, Dodo Marzipano, Nikos Moschos, Victor Pastor, Achilleas Pistonis, Alexander Pogorzhelsky e Chantal van Houten. 

### Mostre
Dal 2018, la Cittadella ha realizzato una serie di mostre tematiche, nate dalla collaborazione con università, istituzioni culturali e associazioni. Le esposizioni hanno permesso di valorizzare il patrimonio archivistico e di proporre una lettura inedita della storia milanese e internazionale.

#### 2018
- It's just a facade – in collaborazione con ATRII Archivi Aperti e Liceo Artistico Brera.
- Fontana ‘72 – in collaborazione con la Cattedra di Storia dell’Arte Contemporanea dell’Università degli Studi di Milano.
- Dall’Artico agli 8.000 – in collaborazione con il Dipartimento di Studi Storici dell’Università degli Studi di Milano.
- Ma poi che cos’è un nome? Una mostra sul censimento degli ebrei a Milano nel 1938 – presso la Triennale di Milano, in collaborazione con CDEC e Università degli Studi di Milano.

#### 2019
- Milano 1919: il tempo dello sbandamento e la nascita del Fascismo – in collaborazione con il Dipartimento di Studi Storici dell’Università degli Studi di Milano, Istituto Nazionale Ferruccio Parri, Fondazione ISEC, Istituto Lombardo di Storia Contemporanea, Fondazione Milano e Fondazione Anna Kuliscioff.
- Eurotunnel – una mostra sulla Brexit e sui Gilet Jaunes, in collaborazione con Supergiovane e Raul Gabriel.
- Baj ‘72. A 50 anni da Piazza Fontana – in collaborazione con la Cattedra di Storia dell’Arte Contemporanea dell’Università degli Studi di Milano.
- 1969. Dopo la strage: il dolore e la forza. Milano e l'Italia reagiscono – in collaborazione con il Dipartimento di Studi Storici dell’Università degli Studi di Milano, Milano è Memoria e Corriere della Sera.
- Baj e l’anarchico Pinelli – in collaborazione con l’Università degli Studi di Milano, con esposizione di documenti legati agli avvenimenti del 1969 e alla morte di Giuseppe Pinelli.[13]

#### 2020
- Philippe Daverio a Milano – mostra biografica sul periodo assessorile 1993-1997, in collaborazione con la Biblioteca di Philippe Daverio.

#### 2021
- Politecnico e Cittadella: L’Archivio del Futuro – sviluppo di soluzioni logistiche, spaziali e robotizzate per i grandi archivi nei tessuti urbani periferici, in collaborazione con il Dipartimento di Architettura del Politecnico di Milano.

#### 2022
- ANPI e Cittadella: Manifesti dalla Resistenza – mostra documentale sulla storia delle celebrazioni del 25 aprile in Italia, in collaborazione con l’Associazione Nazionale Partigiani d’Italia (ANPI) e il Dipartimento di Studi Storici dell’Università degli Studi di Milano.
- Trinacria – a cura di Isorropia Homegallery.

#### 2023
- La Più Grande Milano – mostra documentale sulle aggregazioni cittadine del 1923, in collaborazione con il Dipartimento di Studi Storici dell’Università degli Studi di Milano e il Dipartimento di Sociologia dell’Università degli Studi di Milano Bicocca.
- Miracolo a Milano – con Alvin, Nina Zilli e King Raptuz, a cura di Galleria.
- Cosmopolita – a cura di Isorropia Homegallery e Bohdan Stupak

#### 2024
- Bianca Lusso in Cittadella – in collaborazione con Adess Pedala e Club Plastic.
- Omaggio a Manzoni – in collaborazione con Pinacoteca di Brera.
- 50 anni di tempo libero a Milano – mostra fotografica dedicata allo sport e al tempo libero nella città di Milano dagli anni ’20 agli anni ’80 del Novecento, in collaborazione con Milanosport e Politecnico di Milano.
- Attitudine politica. Artisti dall’America Latina dall’Archivio di Paulo Bruscky – in collaborazione con Collezione RAMO e Milano Drawing Week.
- Far brillare la polvere – a cura di Rossella Farinotti e progetto Ludovico.
- Wandering into this great unknown – a cura di Domenico De Chirico e Isorropia Homegallery

2025
- I Marmi della Scala –  in collaborazione con Rossella Farinotti, Galleria Fontana, Galleria Ferrero, Collezione Perini Natali, Isorropia Homegallery

Oltre alle mostre temporanee, la Cittadella ha scelto di ospitare alcune installazioni permanenti, rendendole parte integrante dello spazio urbano. Il 5 maggio 2019 è stato inaugurato un giardino cintato dedicato a Fernanda Wittgens, che ospita opere degli artisti T-Yong-Chung ("Odissey in Milan"), Davide Allieri ("Senza Titolo (La Scala)"), Giorgio Pagani ("Non crea abitudine"), Lorenzo Montinaro ("A Liliana") e Jonathan Vivacqua ("Layer, Layer, Layer"), sempre legate al tema dell’archivio e ai personaggi e istituzioni milanesi. Grazie a questo ambizioso progetto, la Cittadella è diventata un luogo di cultura aperto non solo agli studiosi, ma anche ai cittadini e ai visitatori.

### Mi.MA.C.

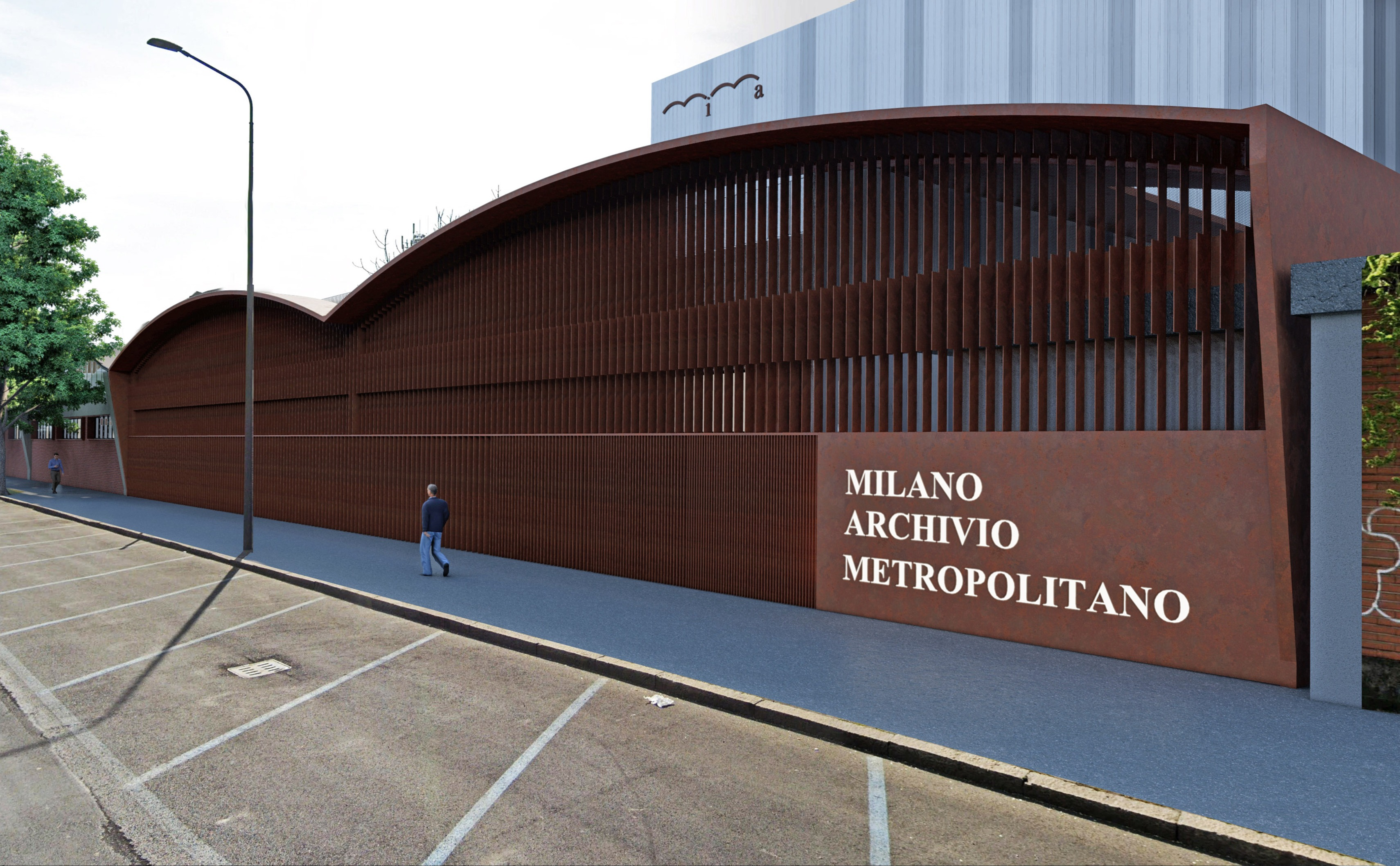
Rendering del progetto Mi.MA.C.

L'Archivio Metropolitano di Milano-Cittadella (Mi.MA.C.) è un progetto di ampliamento e modernizzazione della Cittadella degli Archivi di Milano, volto a trasformarla nel più grande archivio meccanizzato d’Europa. Il progetto, voluto dalla Giunta di Giuseppe Sala e affidato alla società MM Spa, prevede la realizzazione di un impianto di archiviazione altamente tecnologico, con una capacità complessiva di ulteriori 90 chilometri lineari di documenti, destinato a ospitare non solo la documentazione del Comune, ma anche quella di altri enti pubblici, tra cui l’archivio della Città Metropolitana di Milano.
Il progetto di ampliamento, avviato nel 2024 e ormai in fase di conclusione, prevede la riqualificazione delle strutture esistenti e la costruzione di nuovi spazi, inclusi un archivio meccanizzato, uffici e aree destinate agli utenti. Il cuore del progetto è un nuovo impianto automatizzato dotato di nuovi robot archivisti,  in grado di gestire e catalogare i documenti con precisione e rapidità.

## Lista murales
Su via Monte Rotondo:
- Antonella Aprile, Trenno - Il Parco Aldo Aniasi
- Giuseppe Buzzotta, Gola-Precotto - Il Naviglio della Martesana
- Davide Genna, Niguarda - Il Nuovo Ospedale della Cà Granda
- Coquelicot Mafille, Musocco - Il Cimitero Maggiore e l’Invocazione di Antonio Bezzola
- Leila Mirzhakani, Greco Milanese - La mappa di Greco nel Piano Beruto, 1889
- Silvia Negrini, Chiaravalle - L’Abbazia e le marcite
- Silvia Paci, Baggio - La partenza del dirigibile del generale Umberto Nobile
- Aronne Pleuteri, Crescenzago - La campagna e la Magneti Marelli
- Shanti Ranchetti, Vigentino - La Fondazione Prada
- Valdrin Taqui, Lambrate - La Innocenti - Lambretta
- Luca Zarattini, Affori - La Banda d’Affori
- Gabriele Colletto, L’Università degli Studi di Milano
- Lorenzo Di Lucido, L’Arengario
- Alexander Vinogradov, La Triennale di Milano

Su via Racconigi:
- Andrea Bianconi, L' Acquario Civico di Milano, 1906
- Andrea Crespi, Giorgio Strehler (1921-1997)
- Luca di Maggio, Il Velodromo Vigorelli e la Nazionale Azzurra 2021
- Piero Figura, La ristrutturazione del Teatro alla Scala, 2002
- Omar Hassan, La prima illuminazione elettrica nel Comune di Milano, 1877
- Matteo Messori, La strage di Gorla, 1944
- Maria Pogorzhelskaya, Pittrici e scultrici delle avanguardie storiche, Palazzo Reale 1980
- Gianluca Ragni, Il Museo Marino Marini, 1973
- Adelisa Selimbasic, Il Centro Balneare Caimi, 1939
- Waro, La rissa futurista in Galleria Vittorio Emanuele, 1910

Su via Gregorovius:
- Federico Cantale, “Arturo Martini” Palazzo Reale, 1985
- Gianmaria Milani, “Mario Sironi” Palazzo Reale, 1985
- Annaklara Galli, “Gianni Versace, l’abito per pensare", Castello Sforzesco, 1989
- Gabriele Grones, “Expo Milano 2015: gli orti botanici”
- Elisa Bertaglia, “Lea Vergine: l’altra metà delle avanguardie", Palazzo Reale, 1980
- Massimo Dalla Pola, “L’Istituto Maschiondi Spogliardi e il brutalismo a Milano”
- Roberto Amoroso, “Il Piccolo Teatro di Milano”
- Agnese Guido, "Enrico Baj, Palazzo Reale, 1972"
- Giacomo Montanelli, "Fausto Melotti, Palazzo Reale, 1979"
- Giacomo Montanelli, "Giorgio Morandi, Rotonda della Besana, 1971"
- Sebastiano Impellizzeri, "Anni ’30, Arengario, 1982"
- Lorenza Boisi, "Arte italiana 1960-1982, Londra 1982"
- Giovanni Coppelli, "Arte italiana, Palazzo Reale, 1972"
- Riccardo Gavazzi, "Renato Gottuso, Palazzo Reale 1984"
- Nafir, "Flight of Eslimi"
- Linda Carrara, "La donazione delle cave di Candoglia per il Duomo, 1386"
- Giulio Zanet, "L’acquisto della Linea Unica della Continuità nello spazio di Boccioni, 1933"
- Giulio Zanet, "L’acquisto della Pietà di Michelangelo detta Rondanini, 1952"
- Michael Rotondi, "Giò Ponti e il Pirellone, 1954"
- Micheal Rotondi, "I sindaci Greppi e Aniasi, 1945/1967"
- Irene Balia, "Giuseppe Verdi, Grand Hotel et De Milan, 1901"
- Anna Caruso, "Anna Kuliscioff e i diritti delle donne, 1922"
- Isabella Nazzarri, "I registri delle leggi razziali, 1938"
- Bruno Marrapodi, "Il Gonfalone di Sant’Ambrogio, 1844"
- Thomas Berra, "La spedizione geografica italiana al Karakorum, 1928"
- Maria Maddalena Sgambato, “Gli istituti femminili milanesi”
- Albert Pinya, “La famiglia dei burattinai Colla e il Teatro Gerolamo"
- Marta Mezysnka, “I vecchi grattacieli milanesi”

Interni:
- Luigi Cazzaniga, "Donyale Luna, Milano 1974", 2023
- Nina Zilli, Alvin, Raptuz, "Miracolo a Milano", 2023
- Gianluca Patti, "Respiro", 2024
- ATRII & IV°B Liceo Brera PG, "It is just a façade", 2018
- RATZO - Wolks Writerz, "Manifesti della Resistenza 1945-1985"
- Greta Pllana "Valle. Danza popolare albanese", 2022
- Mauro Baio "La Ristrutturazione del Teatro alla Scala" e "Il Centro Sportivo Forza e Coraggio", 2025